# Johann von Werder
Johann Georg Christoph Gottlieb von Werder (* 13. Mai 1783 in Magdeburg; † 23. März 1854 in Berlin) war ein preußischer Generalmajor.

## Leben

### Herkunft
Seine Eltern waren Lebrecht Timon Gottlieb von Werder (* um 1740; † 25. Oktober 1805) und dessen Ehefrau Anna Maria, geborene Butz(e) († 20. November 1795). Sein Vater war Geheimer Kammersekretär bei der Kriegs- und Domänenkammer in Magdeburg.

### Militärkarriere
Werder besuchte das Kadettenhaus und war dann Eleve an der Ecole Milliaire in Berlin. Am 19. Dezember 1800 kam er als Gefreitenkorporal in das Infanterieregiment „von Preußen“ und avancierte bis Mitte Juni 1803 zum Sekondeleutnant. Im Vierten Koalitionskrieg kämpfte Werder in der Schlacht bei Auerstedt und kam auf dem Rückzug in die Festung Spandau, wo er nach deren Kapitulation in Gefangenschaft ging.
Nach dem Frieden von Tilsit wurde Werder am 12. April 1809 dem Leib-Infanterie-Regiment aggregiert und am 8. August 1809 einrangiert. Er fungierte von 1811 bis 1813 als Regimentsadjutant und wurde zwischenzeitlich Premierleutnant. Als solcher nahm Werder 1812 am Feldzug teil, wurde im Gefecht bei Eckau verwundet und kämpfte dann bei Ruhenthal. Am 31. Mai 1813 stieg er zum Stabskapitän auf und wurde am 19. Juni 1813 in das 2. Garde-Regiment zu Fuß versetzt. Während der Befreiungskriege kämpfte er bei Bautzen, Lindenau, Leipzig und Paris. Für sein Verhalten bei Königswartha erhielt Werder das Eiserne Kreuz II. Klasse. Am 9. November 1814 wurde er zum Kapitän und Kompaniechef ernannt.
Nach dem Krieg wurde er am 18. März zum Major befördert und im Jahr 1825 mit dem Dienstkreuz ausgezeichnet. Am 30. März 1829 kam er als Kommandeur des II. Bataillon in das 2. Garde-Landwehr-Regiments. Dort wurde er am 30. März 1830 zum Oberstleutnant ernannt und am 30. März 1832 mit der Führung des 12. Infanterie-Regiments beauftragt. Am 30. März 1833 folgte seine Beförderung zum Oberst und die Ernennung zum Regimentskommandeur. Zugleich fungierte er ab dem 24. September 1833 als Direktor der Divisionsschule sowie als Präses der Examinationskommission für Portepeefähnriche der 5. Division. Am 11. September 1837 erhielt er den Johanniterorden und am 18. Januar 1839 den Roten Adlerorden III. Klasse mit Schleife. Am 10. August 1840 nahm Werder seinen Abschied unter Verleihung des Charakters als Generalmajor mit der gesetzlichen Pension. Er starb am 23. März 1854 in Berlin.
Der Kommandierende General des III. Armee-Korps, Prinz Wilhelm von Preußen, schrieb 1834 in seiner Beurteilung: „Entspricht fortwährend und vollständig den gehegten Erwartungen als Regimentskommandeur. Sehr orientiert in allen Dienstverhältnissen, ist sein Benehmen immer taktvoll, und wirkt er daher sehr günstig auf das Regiment, was man demselben bei jeder Gelegenheit anmerkt.“

### Familie
Werder heiratete am 23. März 1815 in Berlin Karoline Auguste Franziska Woermann (* 20. September 1794; † 17. August 1861), die Tochter des Majors der Artillerie Woermann. Das Paar hatte mehrere Kinder:
- Marie Karoline Wilhelmine (* 25. Dezember 1815; † 20. April 1876) ⚭ Gustav Robert von Maltzahn (1807–1882), Geheimrat
- Hans Friedrich Wilhelm Ferdinand (* 27. April 1818; † 11. Februar 1849), Sekondeleutnant
- Johanna Karoline Auguste Henriette (* 9. November 1820) ⚭ N.N. Nettke, Regierungsassessor
- Hans August Adolf Leopold (* 26. November 1822), Sekondeleutnant, nach Amerika ausgewandert
- Hermann Hans Karl August (* 5. Januar 1826), Oberst a. D.
- Klara (* 30. September 1833)